# 津田正臣
津田 正臣（つだ まさおみ、天保12年（1841年） - 明治29年（1896年）11月）は、日本の政治家。初代和歌山県知事（1871年11月25日 - 1872年1月25日）。初名は橘次郎。字は仲相。仮名は監物。号は香巌。津田出の弟。

## 生涯
天保12年（1841年）、紀州藩士（家禄300石の布衣以上の頭役）津田信徳の次男として生まれた。津田家は河内国交野郡津田城主・楠木正儀の後裔であり、室町時代末期に紀伊国へ移り、藩祖・徳川頼宣入国以前からの住人として、代々紀州藩に仕えており、正臣は楠木正成の18世の子孫にあたるとされる。安政4年（1857年）に病弱な兄・出から家督を譲り受ける。慶応3年（1870年）に「小楠公髻塚碑」建てようとして勤皇家の森田節斎に碑文の選を依頼したといわれ、尊皇思想の持ち主であった。
明治元年（1868年）の紀州藩の藩政改革では、徴士権弁事に任ぜられ、明治4年（1871年）4月には和歌山藩大参事心得となる。同年7月の廃藩置県によって知藩事・徳川茂承が解任されたため、兄が大参事として和歌山県の県政を担当した。その兄が7月28日に明治政府の大蔵少輔に抜擢されると、代わって正臣が大参事心得となり、9月14日に和歌山県大参事兼戊兵督となり実質的な県のトップとなった。
同年11月25日、和歌山県・田辺県・新宮県が廃止されて発足した和歌山県の参事に任命され、まもなく権令に昇格したが、翌明治5年（1872年）1月25日に依願免官となった。
その後は香巌を称して詩歌を楽しむ悠々自適な晩年を過ごし、明治29年（1896年）11月に死去した。享年56。